# Welles Crowther
Welles Remy Crowther (Nueva York, Estados Unidos; 17 de mayo de 1977 – 11 de septiembre de 2001) es recordado por salvar al menos a una docena de vidas que se encontraban en la Torre Sur del World Trade Center durante los atentados del 11 de septiembre de 2001 en la ciudad de Nueva York, lo que le valió el título de «el héroe de la bandana roja» o «el héroe del pañuelo rojo». 

## Vida
Crowther, el mayor de tres hermanos, nació en Nueva York el 17 de mayo de 1977 en el Hospital Lying-In. Asistió a la Nyack High School, donde fue un estudiante honorífico y luego asistió al Boston College, donde obtuvo un Bachelor of Arts en economía en 1999. Una de sus posesiones más preciadas, la cual llevaba a todas partes, era un bandana roja con patrones de cachemira que le había dado su padre. Crowther jugó una cantidad de deportes incluyendo lacrosse, hockey sobre hielo y fútbol. Además fue campista en el Campamento Becket de la Asociación Cristiana de Jóvenes en Becket (Massachusetts), boy scout en su juventud y un bombero voluntario de su ciudad natal Nyack.

### 11 de septiembre de 2001
Crowther trabajaba para Sandler O'Neill y Asociados en el piso 104 de la Torre Sur. Los testigos reportan que después del choque del avión, Crowther, con un pañuelo rojo cubriendo su nariz y su boca para protegerse de los escombros, reingresó al edificio al menos tres veces para rescatar a las personas que se encontraban adentro, convirtiéndose así en el responsable directo de salvar la vida de al menos 12 personas. Crowther, junto a miembros del Departamento de Bomberos de la Ciudad de Nueva York, se encontraba camino de regreso a la torre sur cuando esta colapsó. Su cuerpo fue encontrado 6 meses después, el 6 de marzo de 2002 a un lado del lobby de la Torre Sur del World Trade Center.

## Legado

### Honores

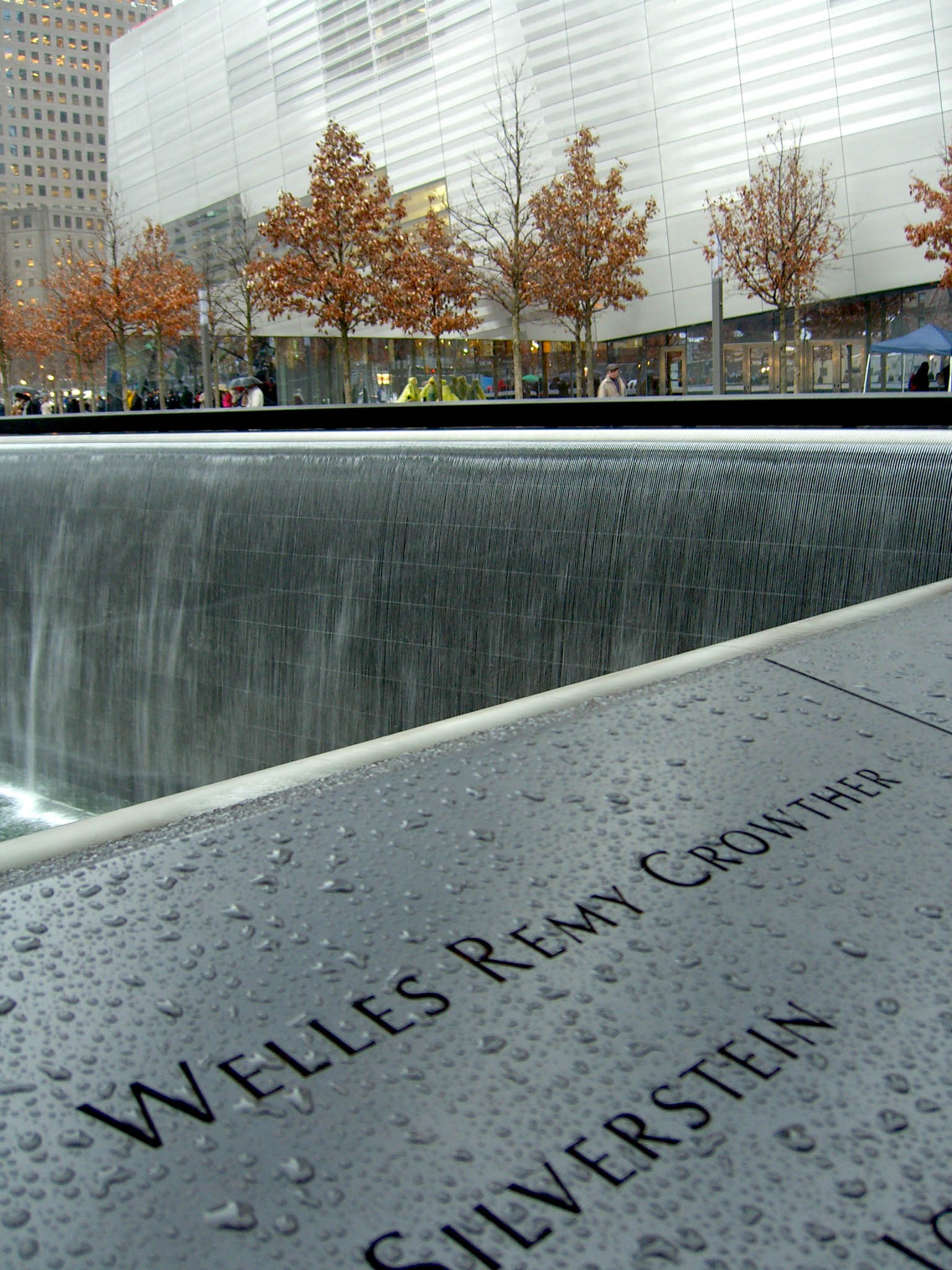
El nombre de Welles Crowther se halla en el panel S-50 de la piscina sur del National September 11 Memorial & Museum.

Crowther fue nombrado Bombero honorífico de la ciudad de Nueva York por el comisionado Nicholas Scoppetta.
En el National September 11 Memorial & Museum, se inmortaliza el nombre de Crowther, encontrado en La Piscina Sur, del Panel S-50.

### Tributos
La bandana roja de Welles Remy Crowther, es una carrera de 5 km de automovilismo de velocidad que se lleva a cabo anualmente en tributo a este personaje heroico. Copatrocinada por voluntarios del Colegio de Boston, el Service Learning Center y la Welles Remy Crowther Charitable Trust, y destinada a recaudar fondos para esta última organización sin fines de lucro.